# 拉古利西克
50°32′10″N 27°58′34″E / 50.53611°N 27.97611°E
拉古利西克（烏克蘭語：Лагульськ），是烏克蘭北部的村莊，隸屬日托米爾州的茲維亞赫爾區。該村面積0.55平方公里，海拔高度215米，2001年人口80，人口密度每平方公里145.72人。